# Guolebuyi Xiang
Guolebuyi Xiang (kinesiska: 郭勒布依乡, 郭勒布依) är en socken i Kina. Den ligger i den autonoma regionen Xinjiang, i den nordvästra delen av landet, omkring 130 kilometer sydost om regionhuvudstaden Ürümqi. Antalet invånare är 18 865. Befolkningen består av 9 097 kvinnor och 9 768 män. Barn under 15 år utgör 21,0 %, vuxna 15-64 år 71 %, och äldre över 65 år 6,0 %.
Genomsnittlig årsnederbörd är 105 millimeter. Den regnigaste månaden är juli, med i genomsnitt 27 mm nederbörd, och den torraste är mars, med 1 mm nederbörd.